# 许泰丰
许泰丰（英語：Hong Khaou；1975年10月22日—），柬埔寨出生的华裔英国电影导演及编剧。他以他的首部长篇电影《轻轻摇晃》及短片《夏》和《春》而出名。

## 早期生活
许泰丰出生于柬埔寨，父母为柬埔寨華人。在紅色高棉占领金边后，父母带着只有几个月大的他逃难至越南。在他八岁的时候，他的家庭作为政治难民移居至英国。

## 教育
许泰丰曾在位于法納姆的創作藝術大學（原Surrey Institute of Art & Design）就读电影制作，1997年荣誉学士毕业。

## 电影作品

### 短片
- 2005：Waiting for Movement
- 2006：夏（Summer）
- 2011：春（Spring）

### 长篇电影
- 2014：轻轻摇晃（Lilting）
- 2019：Monsoon